# Wilhelm Peter Eduard Simon Rüppell
Wilhelm Peter Eduard Simon Rüppell conhecido sob o nome de Eduard Rüppell (Frankfurt am Main, 20 de novembro de 1794 — Frankfurt am Main, 10 de dezembro de 1884) foi um naturalista e explorador alemão.